# Giannīs Kalitzakīs
Giannīs Kalitzakīs (in greco Γιάννης Καλιτζάκης?, traslitterato anche Ioannis Kalitzakis; Eleusi, 17 febbraio 1966) è un dirigente sportivo ed ex calciatore greco, di ruolo difensore.

## Palmarès

### Club

#### Competizioni nazionali
- Campionato greco: 4

Panathinaikos: 1989-1990, 1990-1991, 1994-1995, 1995-1996
- Coppa di Grecia: 7

Panathinaikos: 1987-1988, 1988-1989, 1990-1991, 1992-1993, 1993-1994, 1994-1995
AEK Atene: 1999-2000
- Supercoppa di Grecia: 3

Panathinaikos: 1988, 1993, 1994